# Amastus nadiae
Amastus nadiae là một loài bướm đêm thuộc phân họ Arctiinae, họ Erebidae.